# Библиофобија
Библиофобија је страх или мржња према књигама. Овакав страх најчешће настаје из страха од ефекта који књиге могу да проузрокују друштву или култури. Библиофобија је чест разлог цензуре и спаљивања књига. Библиофобија се може широко дефинисати као страх од књига, али се такође односи и на страх од читања или читања гласно или у јавности. Многи људи имају само подскуп ове фобије, страхујући од уџбеника, историјских романа или дечијих прича, уместо страха од свих књига.
Људи који пате од библиофобије, често се тресу, зноје или плачу када морају нешто прочитати. Често ученици траже разне начине како би избегли читање гласно, тако што седе у последњој клупи у учионици или чак прескачу предавања у потпуности. Понекад покушавају да убеде друге да им прочитају важне информације, уместо да сами прочитају.